# Lista de comunidades quilombolas na Paraíba
No Estado da Paraíba existem 39 (trinta e nove) comunidades quilombolas, divididas entre 25 municípios. No final de 2011, estimava-se que existiam 2.400 famílias vivendo em territórios quilombolas em todo o Estado.
Em 2004, a comunidade Serra do Talhado, no município de Santa Luzia, no Sertão do Estado, tornou-se a primeira a ser reconhecida como um remanescente de quilombo do período escravocrata do Brasil. A comunidade foi criada em 1860, por Zé Bento, um escravo fugitivo de uma fazenda do Piauí, 28 anos antes da abolição da escravidão no país. Antes da organização do quilombo, Zé Bento visitou a comunidade Pitombeira.
Em 14 de abril de 2011, a comunidade quilombola Engenho Bonfim, localizada no município de Areia, no distrito de Cepilho, obteve a imissão de posse do seu território pelo Instituto Nacional de Colonização e Reforma Agrária da Paraíba (INCRA/PB). O quilombo foi o primeiro da Paraíba a conseguir a titulação de sua área pelo Incra, além de também ser o primeiro do Estado.

## Comunidades quilombolas
| Nº | Município             | Comunidade                      | Situação fundiária      |
| -- | --------------------- | ------------------------------- | ----------------------- |
| 1  | Alagoa Grande         | Caiana dos Crioulos             | Certificada             |
| 2  | Areia (Paraíba)       | Engenho Bonfim                  | Titulada                |
| 3  | Areia (Paraíba)       | Engenho Novo Mundo              | Certificada             |
| 4  | Cacimbas              | Serra Feia Aracati e chã I E II | Certificada Certificada |
| 5  | Cajazeirinhas         | Umburaninhas                    | Certificada             |
| 6  | Cajazeirinhas         | Vinhas                          | Certificada             |
| 7  | Catolé do Rocha       | Lagoa Rasa                      | Certificada             |
| 8  | Catolé do Rocha       | Jatobá/Curralinho               | Certificada             |
| 9  | Catolé do Rocha       | São Pedro dos Miguéis           | Certificada             |
| 10 | Catolé do Rocha       | Pau de Leite                    | Identificada            |
| 11 | Conde (Paraíba)       | Guruji                          | Certificada             |
| 12 | Conde (Paraíba)       | Ipiranga                        | Certificada             |
| 13 | Conde (Paraíba)       | Mituaçu/mituaçú                 | Certificada             |
| 14 | Coremas               | Mãe D'água                      | Certificada             |
| 15 | Coremas               | Santa Tereza                    | Certificada             |
| 16 | Coremas               | Barreiras                       | Certificada             |
| 17 | Diamante (Paraíba)    | Vaca Morta                      | Certificada             |
| 18 | Diamante (Paraíba)    | Barra de Oitis                  | Certificada             |
| 19 | Dona Inês             | Cruz da Menina                  | Certificada             |
| 20 | Gurinhém              | Matão                           | Certificada             |
| 21 | Ingá (Paraíba)        | Pedra D'água                    | Certificada             |
| 22 | João Pessoa           | Paratibe                        | Certificada             |
| 23 | Lagoa (Paraíba)       | Timbaubinha                     | Identificada            |
| 24 | Livramento (Paraíba)  | Sussuarana                      | Certificada             |
| 25 | Livramento (Paraíba)  | Areia de Verão                  | Certificada             |
| 26 | Livramento (Paraíba)  | Vila Teimosa                    | Certificada             |
| 27 | Manaíra               | Fonseca                         | Certificada             |
| 28 | Picuí                 | Serra do Abreu                  | Certificada             |
| 29 | Pombal (Paraíba)      | Comunidade dos Daniel           | Certificada             |
| 30 | Pombal (Paraíba)      | Rufino                          | Certificada             |
| 31 | Riachão do Bacamarte  | Grilo                           | Certificada             |
| 32 | Santa Luzia (Paraíba) | Serra do Talhado                | Certificada             |
| 33 | Santa Luzia (Paraíba) | Talhado Rural                   | Certificada             |
| 34 | São Bento (Paraíba)   | Contendas                       | Certificada             |
| 35 | São José de Princesa  | Sítio Livramento                | Certificada             |
| 36 | Serra Redonda         | Sítio Matias                    | Certificada             |
| 37 | Tavares (Paraíba)     | Domingos Ferreira               | Certificada             |
| 38 | Triunfo (Paraíba)     | Comunidade dos Quarenta         | Identificada            |
| 39 | Várzea (Paraíba)      | Pitombeira                      | Certificada             |